# Chamaeleo goetzei
Chamaeleo goetzei är en ödleart som beskrevs av  Gustav Tornier 1899. Chamaeleo goetzei ingår i släktet Chamaeleo och familjen kameleonter.

## Underarter
Arten delas in i följande underarter:
- C. g. goetzei
- C. g. nyikae